# 阿尔贝托尼斯皮诺拉宫
阿尔贝托尼斯皮诺拉宫（Palazzo Albertoni Spinola）是意大利罗马的一座历史建筑，位于第10区（坎皮特利区），三处入口分别在金碧地利广场2号，Capizzuchi广场和vicolo Capizzuchi。它是由贾科莫·德拉·波尔塔和吉罗拉莫·拉伊纳尔迪建于16世纪末和17世纪初。
该建筑受到意大利政府的保护，其特征是由彼此相连的两座建筑组成，并且与金碧地利圣母堂构成特殊视觉效果。

## 历史

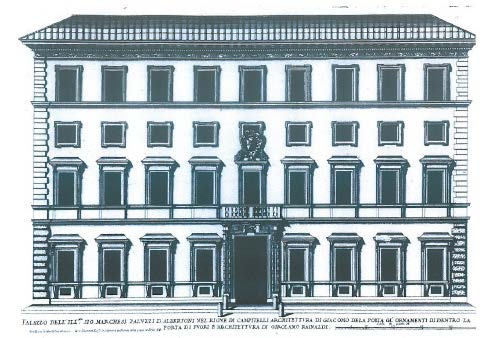
)

这项工程最初是由侯爵Baldassarre Paluzzi Albertoni 委托给贾科莫·德拉·波尔塔（1532至1602年），后来由吉罗拉莫·拉伊纳尔迪（1570年至1655年）继续完成。这两位伟大的文艺复兴建筑师曾多次合作，一同为教宗服务。